# Bo Björkman (arkitekt)
Bo Axel Björkman, född 14 juli 1921 i Finnerödja församling, Skaraborgs län, död 10 november 2009 i Enköping, var en svensk arkitekt.
Efter studentexamen i Karlstad 1940 avlade Björkman reservofficersexamen 1942 och utexaminerades från Chalmers tekniska högskola 1948. Han anställdes vid länsarkitektkontoret i Halmstad 1949, blev vice stadsarkitekt i Västerås 1954 och var stadsarkitekt i Enköping från 1955. Han utarbetade Generalplan för Enköping 1967–1990 (tillsammans med Åke Nordström, 1968).
Björkman blev kapten i Göta artilleriregementes (A2) reserv 1955, varifrån han erhöll avsked 1959. Han var även styrelseledamot i Uplands Enskilda Bank i Enköping. Björkman är begravd på Ruds kyrkogård i Karlstad. 